# Multiutenza
La multiutenza è, in informatica, la possibilità di più utenti di accedere ad una data funzione o risorsa di un sistema informatico.
È un'organizzazione gerarchica della memoria che permette ad un servizio di interfacciarsi con più utenti tramite diversi terminali, assegnando periodicamente le risorse e permettendo ad ogni programma di evolvere indipendentemente dagli altri. In alcuni casi gli utenti possono essere connessi in contemporanea (questo avviene in server oppure in siti web o applicazioni web). Ad esempio essa è presente in gran parte dei sistemi operativi, forum, blog e negli altri siti web dinamici, oltre che in tutti i siti web che permettono la registrazione.
La multiutenza divide coloro che accedono al sistema in tre categorie principali:
- amministratori;
- utenti privilegiati;
- utenti normali.

I primi, sono coloro che hanno accesso sull'intero sistema, senza nessuna restrizione, e possono cambiare il livello d'accesso agli altri utenti ed eseguire particolari configurazioni di sistema. I secondi sono coloro che hanno il permesso di accedere ad alcune zone ristrette agli utenti normali. Gli ultimi sono coloro che possono accedere al sistema, ma non possono effettuare modifiche sostanziali all'apparato informatico.
Per operare in multiutenza l'unità centrale di elaborazione (CPU) deve disporre di uno specifico sistema operativo che sarà multitasking (più operazioni insieme) e multiutente (Windows Server, Unix e i sistemi operativi delle grandi macchine tipo mainframe). La multiutenza dipende solo dal sistema operativo.